# Tremella reticulata
Trémelle réticulée
Espèce
Tremella reticulata, la Trémelle réticulée, est une espèce de champignons de la famille des Tremellaceae. Ayant l'apparence blanchâtre et une texture gélatineuse et élastique, elle s'observe souvent sur le bois humide et pourri des arbres feuillus, comme les érables et les chênes, d'août à septembre.

## Description
Cette espèce se caractérise par la formation de sporophores blancs ou crème en rosettes de 3 à 20 cm de diamètre et de 4,5 à 12 cm de hauteur. Sa sporée est blanche.

## Comestibilité
Certaines sources[Lesquelles ?] indiquent que cette espèce est comestible, alors que d'autres affirment le contraire,.

## Systématique
Le nom correct complet (avec auteur) de ce taxon est Tremella reticulata (Berk.) Farl., 1908.
L'espèce a été initialement classée dans le genre Tremella sous le basionyme Tremella sparassoidea Lloyd, 1919.
Tremella reticulata a pour synonymes :
- Corticium tremellinum var. reticulatum Berk., 1873
- Sebacina sparassoidea (Lloyd) P. Roberts, 2003
- Tremella incisa Lloyd, 1924
- Tremella sparassoidea Lloyd, 1919